# Spreewaldkrimi: Spiel mit dem Tod
Spiel mit dem Tod ist ein deutscher Fernsehfilm von Christian Görlitz aus dem Jahr 2016. Er ist der neunte Film aus der Kriminalfilmreihe Spreewaldkrimi und wurde am 13. Februar 2017 im ZDF als „Fernsehfilm der Woche“ ausgestrahlt. Die Uraufführung fand am 18. Juni 2016 im Rahmen des 12. Festivals des deutschen Films in Ludwigshafen statt.

## Handlung
Ein junges Pärchen ist auf Geocachingtour im Spreewald. Als sie ihren „Schatz“ gefunden haben, erweist sich der Behälter als Sprengsatz und detoniert. Mandy Pape und Georg Dissen kommen beide ums Leben. Kommissar Krüger und Oberinspektor Fichte vermuten zunächst eine unentdeckte Mine aus dem Zweiten Weltkrieg als Ursache der Detonation. Doch schon bald ist klar, dass es ein gezielter Anschlag war. Unter Verdacht gerät der ehemalige Bundeswehr-Soldat Timo Schwalm, der seit seinem Afghanistan-Einsatz unter einer Posttraumatischen Belastungsstörung leidet und noch vor einem halben Jahr mit Mandy Pape befreundet war. Nach Aussagen seiner Mutter lebt er im Hochwald in der freien Natur, um seine Erinnerungen besser verarbeiten zu können. Sie selber lebt von Timos Vater getrennt, der ebenfalls im Kampfeinsatz war und seitdem querschnittsgelähmt ist.
Während Krüger versucht, mit Timo, der sich weiterhin versteckt hält, in Kontakt zu kommen, lässt er über Fichte das Umfeld der beiden Opfer recherchieren. Dabei erfährt er, dass Georg Dissen aufgrund seines Aufgabenbereiches im Sozialamt durchaus Feinde bei seiner Klientel hatte. Auch Timo Schwalm gehörte zu seinem Kundenkreis, doch Krüger hält ihn mittlerweile nicht mehr für den Täter, denn es war ihm gelungen, mit ihm zu reden, und so hatte er einen ganz neuen Eindruck von dem jungen Mann gewonnen.
Indessen verdichten sich Hinweise, dass Georg Dissen ganz gezielt in den Hochwald gelockt wurde. Kommissar Krüger findet verschlüsselte Botschaften, die ihm ein Unbekannter hatte zukommen lassen, um das Interesse des Hobby-Geocachers zu wecken.
Krüger verfolgt eine Spur zu Dissens Arbeitskollegin Lizzi Zander. Sie sollte in Kürze in Schwangerschaftsurlaub gehen und befürchtete, dass Dissen, da er ihre Urlaubsvertretung übernehmen sollte, hinter Abrechnungsmanipulationen kommen würde, die sie aus Geldnot vorgenommen hatte. In ihrer Angst äußerte sie ihrem Mann gegenüber, ob ihr nicht jemand diesen Dissen „vom Hals halten könnte“. Daraufhin schmiedete Paul Zander einen tödlichen Plan, denn zum einen lag sein bester Freund gerade wegen eines Ablehnungsbescheides von Dissen im Rechtsstreit mit ihm und zum anderen hoffte er, Timo Schwalm den geplanten Anschlag in die Schuhe schieben zu können. Paul Zander gehört zu einer Gruppe von Neonazis, die Timo Schwalm dafür verantwortlich machen, dass ihr Kamerad Kovacs im Kampfeinsatz in Afghanistan starb, weil Schwalm ihrer Meinung nach nicht genug aufgepasst hatte.
Krüger kann Zander und seine beiden Mittäter festnehmen, als sie gerade zum „finalen Schlag“ gegen Timo Schwalm ausholen wollen.

## Hintergrund
Die Dreharbeiten zum Jubiläumsstreifen erfolgten in Brandenburg an Originalschauplätzen in Lübbenau, Burg und Umgebung.

## Rezeption

### Einschaltquote
Die Erstausstrahlung von Spiel mit dem Tod am 13. Februar 2017 wurde in Deutschland von 5,75 Millionen Zuschauern gesehen und erreichte einen Marktanteil von 17,5 Prozent für das ZDF.

### Kritik
Rainer Tittelbach von tittelbach.tv wertete: „‚Spiel mit dem Tod‘ ist vornehmlich ein psychologisches Drama, das den Krimifall eher nebenbei und unspektakulär löst. Autor Kirchner nutzt wie immer das Genre, um eine tiefe Menschengeschichte zu erzählen, wie sie im Ermittlungskrimi kaum möglich ist. Dass Redls Melancholiker den therapeutischen Wert des Redens entdeckt hat, macht neugierig auf die kommenden ZDF-‚Spreewaldkrimis‘.“
Bei der Frankfurter Neue Presse schrieb Ulrich Feld: „Der Spreewald stellt Filmemacher vor ein Problem: Er verführt dazu, die Gedanken schweifen, die Phantasie spielen zu lassen. Sich in all dem dschungelartigen Gewirr zu verlieren. Die oft fein verästelte Erzählstruktur der Filme mit vielen Rückblenden spiegelt einerseits die Flusslandschaft und steht einer stringenten Erzählweise ebenfalls entgegen.“
Axel Weidemann von der FAZ urteilte: „Die Waldeinsamkeit muss in der neunten Episode des ‚Spreewaldkrimis‘ einiges aushalten. Der Drehbuchautor Thomas Kirchner zieht alle Register. Es geht um Krieg, Krankheit, Eifersucht, Mord, verhinderte Heimkehr, verletzten Stolz, zerstörte Jugend und verdrängte Erinnerungen. Mehr Tragik geht kaum. Der Regisseur Christian Görlitz muss beherzt zupacken, um all das unter einen Hut zu bringen. Er hat einen Film gedreht, der seinem Publikum nicht wenig Sinn fürs Theatralische abverlangt.“